# MOTEL 〜欲しがる男女のモテ学〜
『MOTEL 〜欲しがる男女のモテ学〜』（モーテル ほしがるだんじょのモテがく）は、2011年4月21日から6月30日まで関西テレビで毎週木曜日25:30 - 25:58（JST）に放送されていた恋愛バラエティ番組。全11回。
動画配信サービスにて最新1話が期間限定無料で見逃し配信された（後述）。

## 概要
番組のテーマは「モテる」。毎回レギュラー出演者の1人が「モテ」に関するテーマでロケを体験して検証。そのVTRをもとにスタジオでトークが展開される。男女の「モテる」を追求していく実験型恋愛バラエティ。
MC
その回のロケに派遣されたメンバーがスタジオMCを務める。
おネエさんゲスト
毎回スタジオゲストに“オネエ”が登場。男女両方の視点からモテるアドバイスをしてもらう（第9-11回は例外）。
MOTELごはん
番組のエンディングにココア男。のメンバーが週替わりで料理に挑戦するミニコーナー。

## 出演者
- ココア男。
  - 鎌苅健太
  - 鈴木勝吾
  - 細貝圭
  - 米原幸佑
  - 井出卓也
- 矢野未希子
- 福田彩乃

その他（VTR出演）
- 第1回 - 森川友義（早稲田大学国際教養学部教授）、絵音（合コンシェルジュ）
- 第2回 - 上田実絵子（美容家）
- 第4回 - 綾瀬羽乃、大槻ひびき、ムーミン、牧野江里（SILK LABOプロデューサー）、つのだまいこ（AV監督）
- 第5回 - 吉田輝幸（PCP代表）、村上ひろし（『Badi』編集長）
- 第6回 - 栗原典裕（青山コミュニケーションセミナー代表）、島田友紀子
- 第7回 - パク・ヒョンジュン（「コーヒープリンス」店長）
- 第8回 - 草薙慶典（美容室「Abbey」）
- 第9回 - 塚越友子(心理カウンセラー)
- 第10回 - 窪川勝哉（インテリアスタイリスト・#1にも出演）、友田良徳（ラブホテル研究家）
- 第11回 - 林弘典（関西テレビアナウンサー） ※スタジオ出演/コーナーMC

## 放送リスト
| 回 | 放送日  | テーマ（調査メンバー）            | スタジオゲスト         | MOTELごはん（メンバー）   |
| -- | ------- | --------------------------------- | ---------------------- | ------------------------- |
| 1  | 4月21日 | モテるって何!? （鎌苅）           | 龍kaede                | オムライス（井出×米原）   |
| 2  | 4月28日 | 「顔」のモテ学 （米原）           | みさお                 | オムライス（井出×米原）   |
| 3  | 5月5日  | モテる出会い （福田）             | 祝子                   | ポテトサラダ（鎌苅×鈴木） |
| 4  | 5月12日 | モテるしぐさ （米原）             | エリザベス             | ポテトサラダ（鎌苅×鈴木） |
| 5  | 5月19日 | モテるカラダ （井出）             | トシ子                 | 麻婆豆腐（井出×細貝）     |
| 6  | 5月26日 | モテる会話術 （鈴木）             | チッコーネ             | 麻婆豆腐（井出×細貝）     |
| 7  | 6月2日  | 韓流にモテるを学びに行く （細貝） | バブリーナ             | ミルクレープ（鎌苅×米原） |
| 8  | 6月9日  | モテるファッション （矢野）       | バビ江ノビッチ・バビエ | ミルクレープ（鎌苅×米原） |
| 9  | 6月16日 | モテるメール術 （矢野）           | 塚越友子               | カルボナーラ（鈴木×細貝） |
| 10 | 6月23日 | モテるH （福田）                  | なし                   | 餃子（鎌苅×井出）         |
| 11 | 6月30日 | モーテル男。GP （ココア男。）     | 龍Kaede、土屋有        | 餃子（鎌苅×井出）         |

## テーマ曲
OPテーマ
- 「Soldier」 唄：ココア男。

EDテーマ
- 「Soldier」 唄：ココア男。（#1-6）
- 『「NO you! NO life! NO...xx?」feat.Me』 唄：ココア男。（#7-11）

## スタッフ
- ナレーター：小坂由里子
- 構成：山際良樹、スズキノリコ、はしもとこうじ
- TP：高瀬義美
- SW：木俣希
- CAM：小川利行、澤田浩
- VE：水野博道、武田和浩、高橋正直
- AUD：奈良岡純一
- LD：三觜繁
- 編集：斉藤良太、馬場泰彦、細川敬志、一戸勇人、植木義憲、渡辺健也
- MA：河野賢一郎、元木綾美、イツルベ セバスチャン、有川哲也
- 音響効果：高島慎太郎
- TK：春日千佳子
- 美術進行：杉浦仁
- 美術デザイン：藤井豊
- CG：山本峻史
- メイク：マービィー、鰕澤真由美、住本由香、河口直
- スタイリスト：吉田ナオキ
- 編成：細川陽子
- 広報：宮内覚、北村友香理
- リサーチ：ステイチューンド
- 技術協力：ニユーテレス、FLT、レモンスタジオ、ヌーベルバーグ
- ロケ技術：zeta
- 美術協力：アックス
- 協力：DHE
- AP：住吉剛英
- ディレクター：山本カンスケ、双津大地郎、大野寿之、岡野耕太、山下哲
- 演出：長島翔、岡野耕太、山本カンスケ
- プロデューサー：近藤兵衛、座間隆司、米田理恵、松本彩夏、乾充貴
- チーフプロデューサー：小寺健太
- 制作協力：EAST ENTERTAINMENT
- 制作著作：関西テレビ

## ネット配信
関西テレビの動画配信サービス「関西テレビ おんでま」を通じてGYAO!をはじめ複数の動画配信サービスで、毎週の放送後約1週間の期間限定で無料配信を実施（※配信スケジュールは各配信事業者によって異なる）。関西テレビのローカルバラエティ番組として初めての試みとなる 。最新話の無料配信後は有料にてアーカイブ配信されている。
配信業者一覧
- PC - ShowTime / テレビドガッチ / GYAO!
- テレビ - ひかりTV
- モバイル - テレビドガッチモバイル / ベストヒット動画、ベストヒットハリウッド＋ / QTVビデオ、QTVドーガ

## DVD
販売元：エイベックス・マーケティング
| タイトル                             | 発売日        | 仕様     | 内容                          |
| ------------------------------------ | ------------- | -------- | ----------------------------- |
| MOTEL〜欲しがる男女のモテ学〜DVD-BOX | 2011年10月5日 | DVD4枚組 | 本編（全11話）+特典映像約70分 |

## 関連番組
- イケメンデルの法則